# Sto dana
Sto dana (fr. les Cent-Jours IPA: ), takođe poznatо kao Rat Sedme koalicije, obeležilo je period između Napoleonovog povratka iz egzila sa ostrva Elbe u Pariz 20. marta 1815. i drugog vraćanja kralja Luja XVIII, 8. jula 1815. (period od 111 dana). U ovom periodu se dogodio rat Sedme koalicije, koji uključuje Vaterlo kampanju, Napuljski rat, kao i nekoliko drugih manjih kampanja. Izraz les Cent Jours (sto dana) prvi je upotrebio pariski prefekt grof Gaspar de Šabrolj, u svom govoru pri izražavanju dobrodošlice kralju po povratku kralja u Pariz 8. jula.
Napoleon se vratio dok je zasedeo Kongres u Beču. Dana 13. marta, sedam dana pre nego što je Napoleon stigao do Pariza, vlasti na Bečkom kongresu proglasile su ga progranikom, a 25. marta Austrija, Pruska, Rusija i Velika Britanija, četiri velike sile i ključni članovi Sedme koalicije, su se obavezale da stave po 150.000 ljudi na teren svaka, kako bi okončali njegovu vladavinu. Ovo je postavilo osnovu za poslednji sukob u Napoleonskim ratovima, poraz Napoleona u bici kod Vaterloa, drugo obnavljanje Francuskog kraljevstva i trajno izgnanstvo Napoleona na daleko ostrvo Sveta Jelena, gde je umro u maju 1821.

## Napomene
1. ↑  Istorije se razlikuje u datumima početka i završetka Sto dana; drugi popularni period je od 1. marta, kada je Napoleon I sligao u Francusku, do svog poraza u Vaterlou 18. juna.
2. ↑  Luj XVIII je pobegao iz Pariza 19. marta.[3] Kada je 8. jula ušao u Pariz, grof Šabrolj, prefekt departmenta Sine, u pratnji opštinskog tela, obratio se Luju XVIII u ime svojih pratilaca, u govoru koji je započeo „Visočanstvo” - prošlo je stotinu dana od kada je vaše veličanstvo, bilo primorano da se odvoji od svojih najdražih naklonosti, napustilo prestonicu praćeno suzama i javnom preneraženošću. ...".[4]

## Literatura
- Adams, Keith (novembar 2011). „Driven: Citroen SM”. Classic and Performance Cars—Octane. Dennis Publishing. Архивирано из оригинала 7. 5. 2013. г.
- Baines, Edward (1818). History of the Wars of the French Revolution, from the breaking out of the wars in 1792, to, the restoration of general peace in 1815 (in 2 volumes). 2. Longman, Rees, Orme and Brown. стр. 433.
- Barbero, Alessandro (2006). The Battle: a new history of Waterloo. Walker & Company. ISBN 978-0-8027-1453-4.
- Chandler, David (1966). The Campaigns of Napoleon. New York: Macmillan.
- Chandler, David (1981) [1980]. Waterloo: The Hundred Days. Osprey Publishing.
- Chalfont, Lord;  . (1979). Waterloo: Battle of Three Armies. Sidgwick and Jackson.
- Chapuisat, Édouard (1921). Der Weg zur Neutralität und Unabhängigkeit 1814 und 1815. Bern: Oberkriegskommissariat. (also published as: Vers la neutralité et l'indépendance. La Suisse en 1814 et 1815, Berne: Commissariat central des guerres)
- Chartrand, Rene (1998). British Forces in North America 1793–1815. Osprey Publishing.
- Chesney, Charles Cornwallis (1868). Waterloo Lectures: a study of the Campaign of 1815. London: Longmans Green and Co.
- Cordingly, David (2013). Billy Ruffian. A&C Black. стр. 7. ISBN 978-1-4088-4674-2.
- Gildea, Robert (2008). Children of the Revolution: The French, 1799–1914 (reprint изд.). Penguin UK. стр. 112, 113. ISBN 978-0141918525.
- Gifford, H. (1817). History of the Wars Occasioned by the French Revolution: From the Commencement of Hostilities in 1792, to the End of ... 1816; Embracing a Complete History of the Revolution, with Biographical Sketches of Most of the Public Characters of Europe. 2. W. Lewis. стр. 1511.
- Glover, Michael (1973). Wellington as Military Commander. London: Sphere Books.
- Hamilton-Williams, David (1996). Waterloo New Perspectives: the Great Battle Reappraised. Wiley. ISBN 978-0-471-05225-8.
- Hertslet, Edward, Sir (1875). The map of Europe by treaty; showing the various political and territorial changes which have taken place since the general peace of 1814. London: Butterworths. стр. 18.
- Hibbert, Christopher (1998). Waterloo (illustrated, reprint, revised изд.). Wordsworth Editions. ISBN 978-1-85326-687-4.
- Hofschroer, Peter (2006). 1815 The Waterloo Campaign: Wellington, his German allies and the Battles of Ligny and Quatre Bras. 1. Greenhill Books.
- Houssaye, Henri (2005). Napoleon and the Campaign of 1815: Waterloo. Naval & Military Press Ltd.
- Laughton, John Knox (1893). „Maitland, Frederick Lewis”.  Ур.: Lee, Sidney. Речник националне биографије. 35. London: Smith, Elder & Co. стр. 353—355.
- Lipscombe, Nick (2014). Waterloo – The Decisive Victory. Osprey Publishing. стр. 32. ISBN 978-1-4728-0104-3.
- Nicolle, André (decembar 1953). „The Problem of Reparations after the Hundred Days”. The Journal of Modern History. 25 (4): 343—354. doi:10.1086/237635.
- Plotho, Carl von (1818). Der Krieg des verbündeten Europa gegen Frankreich im Jahre 1815. Berlin: Karl Friedrich Umelang.
- Ramm, Agatha (1984). Europe in the Nineteenth Century. London: Longman.
- Siborne, William (1848). The Waterloo Campaign, 1815 (4th изд.). Westminster: A. Constable.
- Siborne, William (1895). „Supplement section”. The Waterloo Campaign 1815 (4th изд.). Birmingham, 34 Wheeleys Road. стр. 767—780.
- Sørensen, Carl (1871). Kampen om Norge i Aarene 1813 og 1814. 2. Kjøbenhavn.
- Stephens, Henry Morse (1886). „Campbell, Neil (1776–1827)”.  Ур.: Stephen, Leslie. Речник националне биографије. 8. London: Smith, Elder & Co. стр. 389—390.
- Strupp, K.;  . (1960—1962). „Wiener Kongress”. Wörterbuch des Völkerrechts (на језику: немачки). Berlin.
- Townsend, George Henry (1862). The Manual of Dates: A Dictionary of Reference to All the Most Important Events in the History of Mankind to be Found in Authentic Records. Routledge, Warne, & Routledge. стр. 355.
- Uffindell, Andrew (2003). Great Generals of the Napoleonic Wars. Staplehurst: Spellmount. ISBN 978-1-86227-177-7.
- Veve, Thomas Dwight (1992). The Duke of Wellington and the British Army of Occupation in France, 1815–1818 (illustrated изд.). Westport, CT: Greenwood Press. стр. ix, 4, 114, 120. ISBN 978-0313279416.
- Waln, Robert (1825). Life of the Marquis de La Fayette: Major General in the Service of the United States of America, in the War of the Revolution... J.P. Ayres. стр. 482–483.
- Woloch, Isser (2002). Napoleon and His Collaborators. W.W. Norton & Company. ISBN 978-0-393-32341-2.
- Wood, Hugh McKinnon (april 1943). „The Treaty of Paris and Turkey's Status in International Law”. The American Journal of International Law. 37 (2): 262—274. JSTOR 2192416. doi:10.2307/2192416.
- Abbot, John S.C. (1902). „Chapter XI: Life in Exile, 1815–1832”. Makers of History: Joseph Bonaparte. New York and London: Harper & Brothers. стр. 320—324.
- Alexander, Robert S. (1991). Bonapartism and Revolutionary Tradition in France: The Federes of 1815. Cambridge University Press.
- Bowden, Scott (1983). Armies at Waterloo: a detailed analysis of the armies that fought history's greatest Battle. Empire Games Press. ISBN 978-0-913037-02-7.
- Gurwood, Lt. Colonel (1838). The Dispatches of Field Marshal the Duke of Wellington. 12. J. Murray.
- Hofschroer, Peter (1999). 1815 The Waterloo Campaign: The German victory, from Waterloo to the fall of Napoleon. 2. Greenhill Books. ISBN 978-1-85367-368-9.
- Mackenzie, Norman (1984). The Escape from Elba. Oxford University Press.
- Lucas, F.L. (1965). „'Long Lives the Emperor', an essay on The Hundred Days”. The Historical Journal. 8 (1): 126—135. JSTOR 3020309. doi:10.1017/S0018246X00026868.
- Schom, Alan (1992). One Hundred Days: Napoleon's road to Waterloo. New York: Atheneum. стр. 19, 152.
- Smith, Digby (1998). The Greenhill Napoleonic Wars Data Book. London: Greenhill Books.
- Wellesley, Arthur (1862). Supplementary Despatches, Correspondence and Memoranda of Field Marshal the Duke of Wellington. 10. London: United Services, John Murray.
- Овај чланак укључује текст из публикације која је сада у јавном власништву: Beck, Archibald Frank (1911). „Waterloo Campaign”.  Ур.: Chisholm, Hugh.  (на језику: енглески). 28 (11 изд.). Cambridge University Press. стр. 371—381.
- Овај чланак укључује текст из публикације која је сада у јавном власништву: Rose, John Holland (1911). „Napoleon I.”.  Ур.: Chisholm, Hugh.  (на језику: енглески). 19 (11 изд.). Cambridge University Press. стр. 190—211.

## Spoljašnje veze
- Haweis, James Walter (1908), The campaign of 1815, chiefly in Flanders, Edinburgh and London, W. Blackwood and sons
- Booth, John (1815), The Battle of Waterloo: Containing the Accounts Published by Authority, British and Foreign, and Other Relative Documents, with Circumstantial Details, Previous and After the Battle, from a Variety of Authentic and Original Sources: to which is Added an Alphabetical List of the Officers Killed and Wounded, from 15th to 26th June, 1815, and the Total Loss of Each Regiment, London
- Hyde, Kelly, William (1905), The battle of Wavre and Grouchy's retreat: a study of an obscure part of the Waterloo campaign, London: J. Murray battle of Wavre
- Hooper, George (1862), Waterloo, the downfall of the first Napoleon: A History of the Campaign of 1815 (with maps and plans изд.), London: Smith, Elder and Company